# 通信ネットワーク工学
通信ネットワーク工学 (つうしんネットワークこうがく) は、伝送路や交換設備の構成・効率的運用方法などをあつかう工学である。

## ネットワーク構成
ネットワーク構成とは、ネットワークの構成の方式の事である。
- スター形 :交換設備から放射状に接続されるもので、主にLANの端末機器の接続点、公衆通信網の加入者収容部分に用いられる。
- 環形 :環状に交換設備を接続したもので、一つの区間の障害時には逆向きの接続で伝送できる。信頼性を要求される中継網に用いられる。
- 階層形 :スター形・リング形を階層に分けて接続したものであり、大規模な公衆通信網に用いられる。
- バス形 :CSMA/CD(Carrier Sence Multiple Access with Collision Detection)で用いられるもので、送信した信号が全ての端末で受信されるものである。

## 研究機関

### 通信ネットワーク工学関連の学科を設置している大学
- 岡山大学 工学部 通信ネットワーク工学科
- 東海大学 情報通信学部 通信ネットワーク工学科
- 大阪工業大学 情報科学部 情報ネットワーク学科
- 仙台高等専門学校 情報ネットワーク工学科
- 香川高等専門学校 通信ネットワーク工学科